# Habronattus sabulosus
Habronattus sabulosus là một loài nhện trong họ Salticidae.
Loài này thuộc chi Habronattus. Habronattus sabulosus được Elizabeth Maria Gifford Peckham & George William Peckham miêu tả năm 1901.